# Liste der Legacy Honorees der American Academy of Arts and Sciences
2024 wurden erstmals verstorbene Personen geehrt, Legacy Honorees, die keine Mitglieder der American Academy of Arts and Sciences waren und deren Leistungen aufgrund ihrer Ethnie, ihres Geschlechts oder ihrer sexuellen Orientierung übersehen oder unterbewertet wurden.
- Jane Addams (1860–1935)
- Ruth Aiko Asawa (1926–2013)
- James Baldwin (1924–1987)
- Benjamin Banneker (1731–1806)
- Derrick A. Bell, Jr. (1930–2011)
- Gwendolyn Brooks (1917–2000)
- Carlos Bulosan (1913–1956)
- Rachel Carson (1907–1964)
- George Washington Carver (1864–1943)
- Ella Cara Deloria, Aŋpétu Wašté Wiŋ (Beautiful Day Woman) (1889–1971)
- Frederick Douglass (1818–1895)
- Charles R. Drew (1904–1950)
- W. E. B. Du Bois (1868–1963)
- Katherine Dunham (1909–2006)
- Charles Hamilton Houston (1895–1950)
- Scott Joplin (1868–1917)
- Barbara Jordan (1936–1996)
- Edmonia Lewis (1844–1907)
- Alain Locke (1885–1954)
- Thurgood Marshall (1908–1993)
- Maria Montoya Martinez, Po’ve’ka (Water Lily) (1887–1980)
- Constance Baker Motley (1921–2005)
- Pauli Murray (1910–1985)
- Amalie Emmy Noether (1882–1935)
- Zelia Nuttall (1857–1933)
- Frances Perkins (1880–1965)
- Susan LaFlesche Picotte (1865–1915)
- Paul Robeson (1898–1976)
- Solomon Schechter (1847–1915)
- Maria W. Stewart (1803–1879)
- Maria Tallchief, Wa-Xthe-Thomba (Two Standards) (1925–2013)
- Sojourner Truth (1797–1883)
- William “Willie” C. Velásquez (1944–1988)
- Wassaja (Signaling), Carlos Montezuma (1866–1923)
- Ida B. Wells-Barnett (1862–1931)
- Phillis Wheatley (1753–1784)
- Daniel Hale Williams (1856–1931)
- Anna May Wong (1905–1961)
- Carter G. Woodson (1875–1950)
- Zitkala-Ša (Red Bird), Gertrude Simmons Bonnin (1876–1938)